# Kaveh Bakhtiari
Kaveh Bakhtiari est un réalisateur helvéto-iranien né en 1979 à Téhéran.

## Biographie
Né à Téhéran, Kaveh Bakhtiari arrive en Suisse à l'âge de 9 ans. Il étudie le cinéma à l'ECAL (Lausanne) avant de réaliser en 2007 un court métrage de fiction, La Valise, « remarqué dans le circuit des festivals ».
Son premier long métrage, un documentaire sur des migrants iraniens clandestins, L'Escale, sort en 2013. Il est présenté au festival de Cannes la même année dans la sélection de la Quinzaine des réalisateurs.

## Filmographie

### Court métrage
- 2007 : La Valise

### Long métrage
- 2013 : L'Escale